# Verein für Leibesübungen Bochum 1848 1993-1994
Questa voce raccoglie le informazioni riguardanti il Verein für Leibesübungen Bochum 1848 nelle competizioni ufficiali della stagione 1993-1994.

## Stagione
Nella stagione 1993-1994 il Bochum, allenato da Jürgen Gelsdorf, concluse il campionato di 2. Bundesliga al 1º posto. In Coppa di Germania il Bochum fu eliminato al secondo turno dallo Schalke 04.

## Rosa
| N. |                        | Ruolo | Calciatore         |
| -- | ---------------------- | ----- | ------------------ |
| 6  | Germania (bandiera)    | C     | Peter Peschel      |
| 7  | Germania (bandiera)    | C     | Kai Michalke       |
| 10 | Germania (bandiera)    | C     | Dariusz Wosz       |
| 12 | Germania (bandiera)    | D     | Christian Herrmann |
| 13 | Germania (bandiera)    | D     | Max Eberl          |
| 23 | Germania (bandiera)    | A     | Holger Aden        |
| 24 | Islanda (bandiera)     | C     | Þórður Guðjónsson  |
|    | Germania (bandiera)    | P     | Andreas Wessels    |
|    | Germania (bandiera)    | P     | Ralf Zumdick       |
|    | Germania (bandiera)    | D     | Sven Christians    |
|    | Germania (bandiera)    | D     | Olaf Dressel       |
|    | Paesi Bassi (bandiera) | D     | Rob Reekers        |

| N. |                          | Ruolo | Calciatore       |
| -- | ------------------------ | ----- | ---------------- |
|    | Germania (bandiera)      | D     | Uwe Stöver       |
|    | Germania (bandiera)      | C     | Dirk Eitzert     |
|    | Germania (bandiera)      | C     | Frank Heinemann  |
|    | Germania (bandiera)      | C     | Dirk Helmig      |
|    | Germania (bandiera)      | C     | Michael Hubner   |
|    | Portogallo (bandiera)    | C     | Paolo da Palma   |
|    | Germania (bandiera)      | C     | Jörg Schwanke    |
|    | Germania (bandiera)      | C     | Markus von Ahlen |
|    | Germania (bandiera)      | C     | Uwe Wegmann      |
|    | Corea del Sud (bandiera) | A     | Kim Joo-sung     |
|    | Germania (bandiera)      | A     | Robert Mawick    |

## Organigramma societario
Area tecnica
- Allenatore: Jürgen Gelsdorf
- Allenatore in seconda:
- Preparatore dei portieri:
- Preparatori atletici:

## Calciomercato

### Sessione estiva
| Acquisti | Acquisti          | Acquisti         | Acquisti |
| R.       | Nome              | da               | Modalità |
| -------- | ----------------- | ---------------- | -------- |
| C        | Þórður Guðjónsson | ÍA Akraness      |          |
| C        | Michael Hubner    | Homburg          |          |
| C        | Paolo da Palma    | Osnabrück        |          |
| D        | Uwe Stöver        | Bayer Leverkusen |          |

| Cessioni | Cessioni         | Cessioni          | Cessioni |
| R.       | Nome             | a                 | Modalità |
| -------- | ---------------- | ----------------- | -------- |
| A        | Rocco Milde      | Hannover 96       |          |
| C        | Heiko Bonan      | Karlsruhe         |          |
| D        | Patrick Guillou  | Rennes            |          |
| A        | Vladimir Lyutiy  | Bursaspor         |          |
| A        | Dimitrios Moutas | Kickers Stoccarda |          |

### Sessione invernale
| Acquisti | Acquisti         | Acquisti         | Acquisti |
| R.       | Nome             | da               | Modalità |
| -------- | ---------------- | ---------------- | -------- |
| D        | Max Eberl        | Bayern Monaco II |          |
| C        | Markus von Ahlen | Bayer Leverkusen |          |

| Cessioni | Cessioni | Cessioni | Cessioni |
| R.       | Nome     | a        | Modalità |
| -------- | -------- | -------- | -------- |

## Risultati

### 2. Bundesliga

#### Girone di andata
| Arbitro: | Osmers |

|  |           |             |
|  | Marcatori | 17’ Wegmann |

| Arbitro: | Leimert |

|               |           |  |
| Aden 32’, 83’ | Marcatori |  |

| Arbitro: | Schmidhuber |

|  |           |                         |
|  | Marcatori | 24’ Christians 61’ Wosz |

| Arbitro: | Wippermann |

|                          |           |           |
| Aden 5’, 48’ Wegmann 68’ | Marcatori | 77’ Bobic |

| Arbitro: | Fleischer |

|           |           |         |
| Vogel 84’ | Marcatori | 48’ Kim |

| Arbitro: | Koop |

|                        |           |  |
| Wegmann 18’ Helmig 85’ | Marcatori |  |

| Hannover 5 settembre 1993, ore 15:00 CEST 7ª giornata | Hannover 96 | 0 – 0 referto | Bochum | Niedersachsenstadion (19 500 spett.)\| Arbitro: \| Haupt \| |
| Arbitro:                                              | Haupt       |               |        |                                                             |

| Arbitro: | Harder |

|                               |           |  |
| Wegmann 63’, 88’ Kim 69’, 90’ | Marcatori |  |

| Arbitro: | Heynemann |

|                                                 |           |             |
| Störzenhofecker 27’ Winkler 59’, 72’ Pacult 84’ | Marcatori | 69’ Wegmann |

| Arbitro: | Schäfer |

|                                      |           |  |
| Christians 33’ Herrmann 44’ Aden 77’ | Marcatori |  |

| Arbitro: | Weise |

|                    |           |  |
| Matysik 45’ (aut.) | Marcatori |  |

| Arbitro: | Brandt-Chollé |

|            |           |             |
| Sailer 67’ | Marcatori | 35’ Wegmann |

| Bochum 23 ottobre 1993, ore 15:30 CET 13ª giornata | Bochum | 0 – 0 referto | Bayer Uerdingen | Ruhrstadion (14 600 spett.)\| Arbitro: \| Wagner \| |
| Arbitro:                                           | Wagner |               |                 |                                                     |

| Arbitro: | Leimert |

|            |           |                            |
| Deffke 41’ | Marcatori | 31’ Wegmann 38’ Guðjónsson |

| Arbitro: | Wiesel |

|                                   |           |             |
| Aden 5’ Wegmann 43’ Heinemann 53’ | Marcatori | 52’ Wollitz |

| Arbitro: | Schmidt |

|             |           |  |
| Kirsten 73’ | Marcatori |  |

| Arbitro: | Frey |

|                  |           |  |
| Kim 18’ Aden 37’ | Marcatori |  |

| Homburg 27 novembre 1993, ore 15:30 CET 18ª giornata | Homburg | 0 – 0 referto | Bochum | Waldstadion (2 000 spett.)\| Arbitro: \| Best \| |
| Arbitro:                                             | Best    |               |        |                                                  |

| Arbitro: | Albrecht |

|                                     |           |                           |
| Reekers 34’ Wegmann 52’ Peschel 75’ | Marcatori | 9’ Torunarigha 81’ Köhler |

#### Girone di ritorno
| Arbitro: | Fröhlich |

|                                      |           |  |
| Wegmann 14’, 75’, 78’ Guðjónsson 24’ | Marcatori |  |

| Arbitro: | Fandel |

|                       |           |            |
| Zallmann 57’ Dowe 62’ | Marcatori | 5’ Wegmann |

| Arbitro: | Buchhart |

|                      |           |  |
| Wegmann 71’ Wosz 80’ | Marcatori |  |

| Stoccarda 13 marzo 1994, ore 15:00 CET 23ª giornata | Kickers Stoccarda | 0 – 0 referto | Bochum | Waldau-Stadion (5 300 spett.)\| Arbitro: \| Pohlmann \| |
| Arbitro:                                            | Pohlmann          |               |        |                                                         |

| Arbitro: | Hofmann |

|                                                       |           |             |
| von Ahlen 28’ Stöver 38’, 40’ Wegmann 47’ Peschel 77’ | Marcatori | 53’ Goldbæk |

| Arbitro: | Kiefer |

|                                 |           |                |
| Müller 23’ Buvač 38’ Wagner 56’ | Marcatori | 1’, 2’ Wegmann |

| Arbitro: | Holz |

|                  |           |                          |
| Wegmann 30’, 45’ | Marcatori | 29’ Pförtner 73’ Winkler |

| Arbitro: | Kemmling |

|  |           |              |
|  | Marcatori | 68’ Herrmann |

| Arbitro: | Fleske |

|                       |           |  |
| Hubner 2’ Wegmann 24’ | Marcatori |  |

| Jena 17 maggio 1994, ore 19:30 CEST 29ª giornata | Carl Zeiss Jena | 0 – 0 referto | Bochum | Ernst-Abbe-Sportfeld (6 718 spett.)\| Arbitro: \| Wippermann \| |
| Arbitro:                                         | Wippermann      |               |        |                                                                 |

| Arbitro: | Harder |

|                                 |           |              |
| Broos 15’ Schön 36’ Hartwig 46’ | Marcatori | 81’ Michalke |

| Arbitro: | Merk |

|               |           |           |
| von Ahlen 42’ | Marcatori | 21’ Marin |

| Arbitro: | Zerr |

|                                                  |           |  |
| Stöver 20’ (aut.) Geilenkirchen 36’ Feldhoff 45’ | Marcatori |  |

| Arbitro: | Prengel |

|             |           |  |
| Wegmann 23’ | Marcatori |  |

| Arbitro: | Buchhart |

|                   |           |                |
| Stöver 63’ (aut.) | Marcatori | 88’ Guðjónsson |

| Arbitro: | Kemmling |

|  |           |             |
|  | Marcatori | 44’ Kirsten |

| Arbitro: | Frey |

|  |           |          |
|  | Marcatori | 59’ Wosz |

| Arbitro: | Strigel |

|              |           |                                           |
| Michalke 16’ | Marcatori | 11’ Simon 37’ Maciel 48’ Homp 60’ Freiler |

| Arbitro: | Pohlmann |

|          |           |  |
| Renn 29’ | Marcatori |  |

### Coppa di Germania
| Arbitro: | Assenmacher |

|              |           |  |
| Luginger 98’ | Marcatori |  |

## Statistiche

### Statistiche di squadra
| Competizione      | Punti | In casa | In casa | In casa | In casa | In casa | In casa | In trasferta | In trasferta | In trasferta | In trasferta | In trasferta | In trasferta | Totale | Totale | Totale | Totale | Totale | Totale | DR  |
| Competizione      | Punti | G       | V       | N       | P       | Gf      | Gs      | G            | V            | N            | P            | Gf           | Gs           | G      | V      | N      | P      | Gf     | Gs     | DR  |
| ----------------- | ----- | ------- | ------- | ------- | ------- | ------- | ------- | ------------ | ------------ | ------------ | ------------ | ------------ | ------------ | ------ | ------ | ------ | ------ | ------ | ------ | --- |
| 2. Bundesliga     | 48    | 19      | 14      | 3       | 2       | 41      | 13      | 19           | 5            | 7            | 7            | 15           | 21           | 38     | 19     | 10     | 9      | 56     | 34     | +22 |
| Coppa di Germania | -     | 0       | 0       | 0       | 0       | 0       | 0       | 1            | 0            | 0            | 1            | 0            | 1            | 1      | 0      | 0      | 1      | 0      | 1      | -1  |
| Totale            | 48    | 19      | 14      | 3       | 2       | 41      | 13      | 20           | 5            | 7            | 8            | 15           | 22           | 39     | 19     | 10     | 10     | 56     | 35     | +21 |

### Andamento in campionato
| Giornata  | 1 | 2 | 3 | 4 | 5 | 6 | 7 | 8 | 9 | 10 | 11 | 12 | 13 | 14 | 15 | 16 | 17 | 18 | 19 | 20 | 21 | 22 | 23 | 24 | 25 | 26 | 27 | 28 | 29 | 30 | 31 | 32 | 33 | 34 | 35 | 36 | 37 | 38 |
| --------- | - | - | - | - | - | - | - | - | - | -- | -- | -- | -- | -- | -- | -- | -- | -- | -- | -- | -- | -- | -- | -- | -- | -- | -- | -- | -- | -- | -- | -- | -- | -- | -- | -- | -- | -- |
| Luogo     | T | C | T | C | T | C | T | C | T | C  | C  | T  | C  | T  | C  | T  | C  | T  | C  | C  | T  | C  | T  | C  | T  | C  | T  | C  | T  | T  | C  | T  | C  | T  | C  | T  | C  | T  |
| Risultato | V | V | V | V | N | V | N | V | P | V  | V  | N  | N  | V  | V  | P  | V  | N  | V  | V  | P  | V  | N  | V  | P  | N  | V  | V  | N  | P  | N  | P  | V  | N  | P  | V  | P  | P  |
| Posizione | 5 | 1 | 1 | 1 | 1 | 1 | 1 | 1 | 1 | 1  | 1  | 1  | 1  | 1  | 1  | 1  | 1  | 1  | 1  | 1  | 1  | 1  | 1  | 1  | 1  | 1  | 1  | 1  | 1  | 1  | 1  | 1  | 1  | 1  | 1  | 1  | 1  | 1  |

Legenda:

Luogo: C = Casa; T = Trasferta. Risultato: V = Vittoria; N = Pareggio; P = Sconfitta.

### Statistiche dei giocatori
| Giocatore     | 2. Bundesliga | 2. Bundesliga | 2. Bundesliga | 2. Bundesliga | Coppa di Germania | Coppa di Germania | Coppa di Germania | Coppa di Germania | Totale   | Totale | Totale      | Totale     |
| Giocatore     | Presenze      | Reti          | Ammonizioni   | Espulsioni    | Presenze          | Reti              | Ammonizioni       | Espulsioni        | Presenze | Reti   | Ammonizioni | Espulsioni |
| ------------- | ------------- | ------------- | ------------- | ------------- | ----------------- | ----------------- | ----------------- | ----------------- | -------- | ------ | ----------- | ---------- |
| H. Aden       | 20            | 7             | 5             | 0             | 1                 | 0                 | 0                 | 0                 | 21       | 7      | 5           | 0          |
| S. Christians | 32            | 2             | 7             | 0             | 1                 | 0                 | 0                 | 0                 | 33       | 2      | 7           | 0          |
| O. Dressel    | 13            | 0             | 1             | 1             | 1                 | 0                 | 0                 | 0                 | 14       | 0      | 1           | 1          |
| M. Eberl      | 10            | 0             | 3             | 0             | 0                 | 0                 | 0                 | 0                 | 10       | 0      | 3           | 0          |
| D. Eitzert    | 13            | 0             | 4             | 0             | 0                 | 0                 | 0                 | 0                 | 13       | 0      | 4           | 0          |
| Þ. Guðjónsson | 16            | 3             | 0             | 0             | 0                 | 0                 | 0                 | 0                 | 16       | 3      | 0           | 0          |
| F. Heinemann  | 21            | 1             | 5             | 0             | 0                 | 0                 | 0                 | 0                 | 21       | 1      | 5           | 0          |
| D. Helmig     | 28            | 1             | 2             | 0             | 1                 | 0                 | 0                 | 0                 | 29       | 1      | 2           | 0          |
| C. Herrmann   | 32            | 2             | 5             | 0             | 1                 | 0                 | 0                 | 0                 | 33       | 2      | 5           | 0          |
| M. Hubner     | 19            | 1             | 2             | 0             | 0                 | 0                 | 0                 | 0                 | 19       | 1      | 2           | 0          |
| J. Kim        | 21            | 4             | 1             | 2             | 1                 | 0                 | 0                 | 0                 | 22       | 4      | 1           | 2          |
| R. Mawick     | 1             | 0             | 0             | 0             | 0                 | 0                 | 0                 | 0                 | 1        | 0      | 0           | 0          |
| K. Michalke   | 12            | 2             | 2             | 0             | 0                 | 0                 | 0                 | 0                 | 12       | 2      | 2           | 0          |
| R. Milde      | 2             | 0             | 0             | 0             | 0                 | 0                 | 0                 | 0                 | 2        | 0      | 0           | 0          |
| P. Palma      | 14            | 0             | 7             | 1             | 1                 | 0                 | 1                 | 0                 | 15       | 0      | 8           | 1          |
| P. Peschel    | 29            | 2             | 5             | 0             | 1                 | 0                 | 0                 | 0                 | 30       | 2      | 5           | 0          |
| R. Reekers    | 25            | 1             | 5             | 1             | 1                 | 0                 | 0                 | 0                 | 26       | 1      | 5           | 1          |
| J. Schwanke   | 25            | 0             | 8             | 1             | 0                 | 0                 | 0                 | 0                 | 25       | 0      | 8           | 1          |
| U. Stöver     | 37            | 2             | 1             | 1             | 1                 | 0                 | 0                 | 0                 | 38       | 2      | 1           | 1          |
| U. Wegmann    | 30            | 22            | 8             | 0             | 1                 | 0                 | 1                 | 0                 | 31       | 22     | 9           | 0          |
| A. Wessels    | 37            | 0             | 2             | 1             | 1                 | 0                 | 0                 | 0                 | 38       | 0      | 2           | 1          |
| D. Wosz       | 34            | 3             | 7             | 1             | 1                 | 0                 | 0                 | 0                 | 35       | 3      | 7           | 1          |
| R. Zumdick    | 1             | 0             | 0             | 0             | 0                 | 0                 | 0                 | 0                 | 1        | 0      | 0           | 0          |
| M. von Ahlen  | 15            | 2             | 1             | 0             | 0                 | 0                 | 0                 | 0                 | 15       | 2      | 1           | 0          |